# Manius Acilius Glabrio (consul in 91)
Manius Acilius Glabrio was senator en consul van Rome in 91 n.Chr. Hij was consul samen met Trajanus, die het later tot keizer zou brengen. 
Acilius Glabrio werd slachtoffer van de vervolgingen onder Domitianus, volgens Suetonius vanwege samenzwering tegen Rome. Domitianus liet Acilius Glabrio met een leeuw vechten, een gevecht dat Acilius Glabrio glansrijk won. Daarop werd hij verbannen en in 95 vermoord.
De elfde-eeuwse geschiedschrijver Xiphilinus meende dat de vervolgden werden vermoord vanwege een gebrek aan vroomheid. Latere schrijvers hebben dat geïnterpreteerd als een overgang naar het Christendom, maar voor anderen is het Jodendom een waarschijnlijker optie.